# Аквилано (Терамо)
Аквилано (итал. Aquilano) је насеље у Италији у округу Терамо, региону Абруцо.
Према процени из 2011. у насељу је живело 64 становника. Насеље се налази на надморској висини од 635 м.